# Warenne

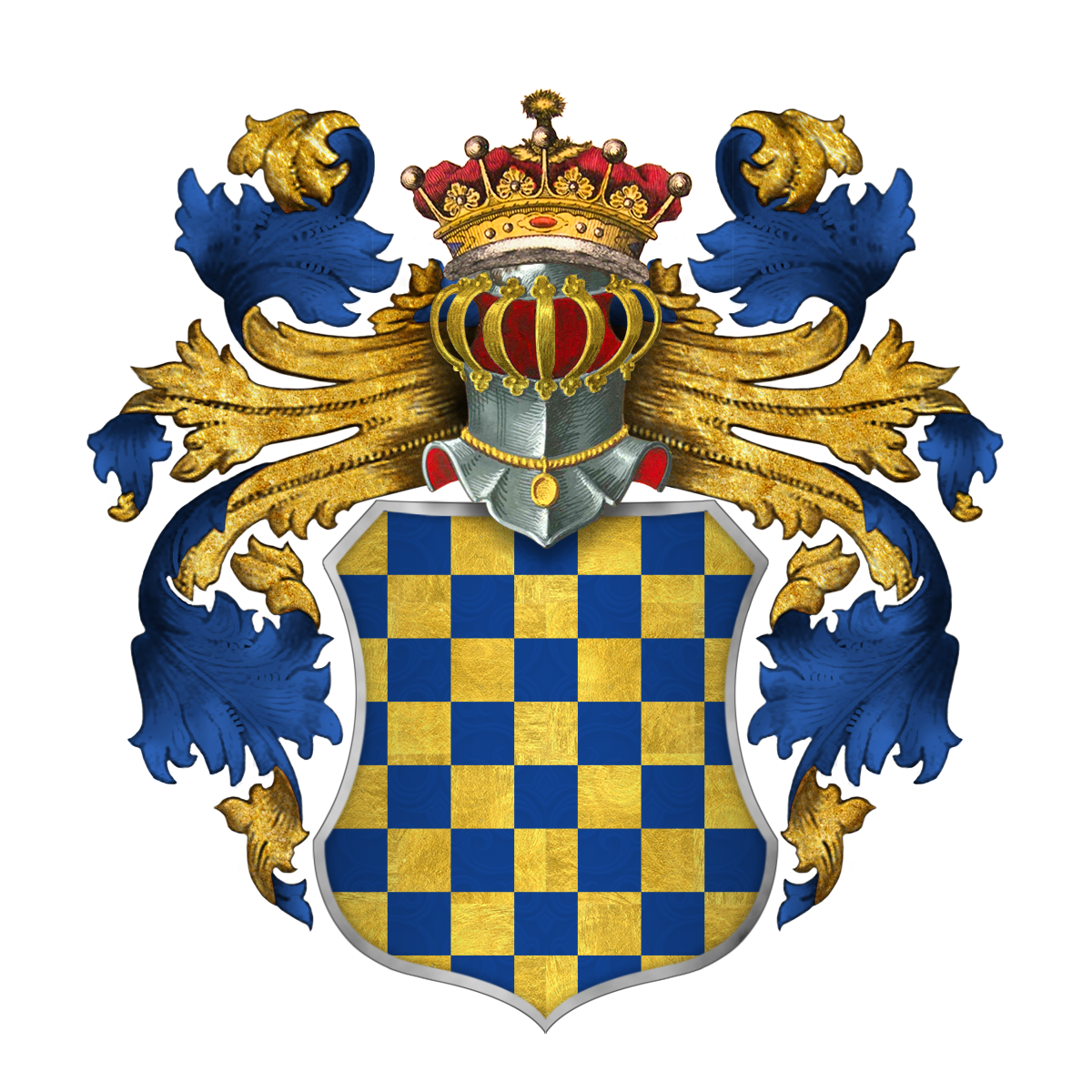

Die Warenne waren ab der normannischen Eroberung Englands bis zur Mitte des 12. Jahrhunderts eine der wichtigsten Familien Englands. Sie stellten die ersten drei Earls of Surrey. Der Titel wird häufig auch als Earl of Warenne bezeichnet, womöglich, weil William de Warenne, der 1. Earl, nur wenig Ländereien in Surrey hatte.
Stammvater der Warenne war Rodulf I de Warenna, der in Varennes im heutigen Département Seine-Maritime (Normandie) begütert war. Sein Sohn William I. (Guillaume) kämpfte in der Schlacht von Hastings und wurde 1088 mit dem Titel eines Earls of Surrey belohnt. 
Nachdem der 3. Earl auf dem Zweiten Kreuzzug vor Laodikeia gefallen war, ging der Titel auf die Ehemänner seiner Tochter Isabelle über. Ihr erster Ehemann war Wilhelm von Blois, Sohn von König Stephan, zweiter Ehemann war Hamelin de Warenne, ein Halbbruder von König Heinrich II. Hamelin nahm den Namen Warenne an und sein Sohn, Enkel und Ururenkel trugen später sowohl, den Titel als auch den Namen.
Mit einer Nebenlinie starb die Familie zu Beginn des 13. Jahrhunderts aus.

## Stammliste (Auszug)
1. NN
  1. Rodulf I. de Warenna (Varennes (Seine-Maritime)), 1053/74 bezeugt; ⚭ I Beatrice, Nichte von Gunnora (FitzOsbern); ⚭ II Emma
    1. Rodulf II., 1074 bezeugt – Nachkommen
    2. Roger de Mortimer (Adliger, † nach 1080) – Nachkommen siehe Mortimer (Adelsgeschlecht)
    3. Guillaume (William) I., um 1054 Seigneur de Mortemer, 1088 1. Earl of Surrey ; ⚭ I Gundreda, † 1085, Schwester von Gerbod aus Flandern, Earl of Chester; ⚭ II NN, Schwester von Richard Guet
      1. (I) William (Guillaume) II., 1088 2. Earl of Surrey, † wohl 1138; ⚭ Elisabeth von Vermandois, † vor 1148, Tochter von Hugo von Vermandois (Kapetinger)
        1. William (Guillaume) III., 1138 3. Earl of Surrey, X 1148 ; ⚭ Ela (Adela) de Ponthieu, † 1174, Tochter von Guillaume I. Talvas, Graf von Ponthieu (Haus Montgommery), sie heiratete in zweiter Ehe Patrick of Salisbury, 1. Earl of Salisbury
          1. Isabel de Warenne, Countess of Surrey, † wohl 1203; ⚭ I Wilhelm von Blois, Earl of Surrey, 1153 Graf von Boulogne und Mortain, Sohn von König Stephan; ⚭ II Hamelin, Bastard von Anjou, 1164 Earl of Surrey, † 1202, Halbbruder von König Heinrich II.

        2. Ralph (Raoul) 1135/47 bezeugt
        3. Reinald (Renaud), Seigneur de Bellencombe et de Mortemer, 1166 Lord of Wormegay, † nach 1178; ⚭ Adeliza de Wormegay, 1166 Lady of Wormegay, † nach 1179, Erbtochter von William
          1. William de Warenne, Lord of Wormegay, † 1206/09; ⚭ I Beatrice de Pierrepont, Tochter von Hugues, Seigneur de Pierrepont; ⚭ II Milisent, † 1234/35, Witwe von Richard de Montfichet
            1. (I) Reginald, † vor 1209
            2. (I) Beatrice, † vor 1214; ⚭ Doun Bardolf, † vor 1205; ⚭ II Hubert de Burgh, 1. Earl of Kent, † 1234

        4. Gundreda, † nach 1166; ⚭ I Roger de Beaumont, 2. Earl of Warwick, † 1153; ⚭ William de Lancaster, Lord of Kendal, † wohl 1170
        5. Ada (Adelina), † 1178; ⚭ Heinrich von Schottland, 1136 Earl of Huntingdon, 1139 9. Earl of Northumberland, † 1152

      2. (I) Edith; ⚭ I Gérard de Gournay, Seigneur de Gournay-en-Bray, † 1104 ; ⚭ Dreux de Mouchy
      3. (I)

  2. Geoffroy, 1053 bezeugt